# Angelo Amendolia
Angelo Amendolia (Pace del Mela, 1951. szeptember 26. – Messina, 2012. január 14.) olasz nemzetközi labdarúgó-játékvezető. Polgári foglalkozása előadóművész. Teljes neve Angelo Amendolia Died.

## Pályafutása

### Nemzeti játékvezetés
1990-ben tette le a játékvezetői vizsgát, 1987-ben lett a Serie A játékvezetője. Az aktív nemzeti játékvezetéstől 1995-ben vonult vissza. Első ligás mérkőzéseinek száma: 108.

#### Nemzeti kupamérkőzések
Vezetett Kupa-döntők száma: 2.

##### Olasz Kupa
| Időpont          | Helyszín             | Mérkőzés típusa     | Mérkőzés             | Eredmény |
| ---------------- | -------------------- | ------------------- | -------------------- | -------- |
| 1993. június 12. | Alpi Stadion, Torino | döntő első mérkőzés | Torino FC–AS Roma    | 3 : 0    |
| 1995. június 7.  | Alpi Stadion, Torino | döntő első mérkőzés | Juventus FC–Parma FC | 1 : 0    |

### Nemzetközi játékvezetés
Az Olasz labdarúgó-szövetség Játékvezető Bizottsága (JB) terjesztette fel nemzetközi játékvezetőnek, a Nemzetközi Labdarúgó-szövetség (FIFA) 1991-től tartotta nyilván bírói keretében. Több nemzetek közötti válogatott és klubmérkőzést vezetett. Az olasz nemzetközi játékvezetők rangsorában, a világbajnokság-Európa-bajnokság sorrendjében többedmagával a 36. helyet foglalja el 2 találkozó szolgálatával. Az aktív nemzetközi játékvezetéstől 1995-ben a FIFA JB 45 éves korhatárát elérve búcsúzott. Válogatott mérkőzéseinek száma: 7.

#### Világbajnokság

##### U17-es labdarúgó-világbajnokság
Olaszország rendezte a 4., az 1991-es U17-es labdarúgó-világbajnokságot, ahol a FIFA JB bíróként foglalkoztatta. 
| Időpont             | Helyszín                         | Mérkőzés típusa        | Mérkőzés           | Eredmény | Nézők száma |
| ------------------- | -------------------------------- | ---------------------- | ------------------ | -------- | ----------- |
| 1991. augusztus 20. | Városi Stadion, Massa di Carrara | selejtező (C. csoport) | Szudán–Németország | 1 : 3    | 200         |
| 1991. augusztus 22. | Városi Stadion, Massa di Carrara | selejtező (C. csoport) | Szudán–Brazília    | 0 : 1    | 500         |

---
A világbajnoki döntőhöz vezető úton Egyesült Államokba a XV., az 1994-es labdarúgó-világbajnokságra a FIFA JB bíróként alkalmazta.
| Időpont         | Helyszín                      | Mérkőzés típusa           | Mérkőzés            | Eredmény | Nézők száma |
| --------------- | ----------------------------- | ------------------------- | ------------------- | -------- | ----------- |
| 1992. június 3. | Marcel Saupin Stadion, Nantes | előselejtező (7. csoport) | Magyarország–Izland | 1 : 2    | 10 000      |

#### Európa-bajnokság
Az európai-labdarúgó torna döntőjéhez vezető úton Angliába a X., az 1996-os labdarúgó-Európa-bajnokságra az UEFA JB hivatalnokként foglalkoztatta.
| Időpont            | Helyszín               | Mérkőzés típusa           | Mérkőzés                    | Eredmény | Nézők száma |
| ------------------ | ---------------------- | ------------------------- | --------------------------- | -------- | ----------- |
| 1994. november 16. | Górnik Stadion, Zabrze | előselejtező (1. csoport) | Lengyelország–Franciaország | 0 : 0    | 18 000      |